# 문성중학교 (광주)
문성중학교(文成中學校)는 대한민국 광주광역시 남구 봉선동에 위치한 사립 중학교이다.

## 학교 연혁
- 1982년 9월 30일 : 학교법인 풍산학원 설립인가
- 1984년 12월 14일 : 문성중학교 설립인가 (24학급)
- 1985년 3월 1일 : 초대 나금주 교장 취임
- 1985년 3월 4일 : 제1회 입학식 (8학급 508명)
- 1986년 1월 31일 : 본관 4층건물 완공
- 1988년 2월 11일 : 제1회 졸업식 (졸업생 501명)
- 2025년 1월 8일 : 제38회 졸업식 (183명, 총 13,231명)
- 2025년 3월 1일 : 제17대 박명식 교장 취임
- 2025년 3월 4일 : 제41회 입학식(8학급)

## 참고 자료
- 문성중학교 - 한국교육학술정보원 학교알리미